# Jurij Bondarenko
Jurij Wiktorowycz Bondarenko, ukr. Юрій Вікторович Бондаренко, ros. Юрий Викторович Бондаренко, Jurij Wiktorowicz Bondarienko (ur. 16 marca 1957 w Krzywym Rogu) – ukraiński piłkarz, grający na pozycji napastnika, trener piłkarski.

## Kariera piłkarska

### Kariera klubowa
Wychowanek Szkoły Sportowej w Chersoniu. W 1978 rozpoczął karierę piłkarską w miejscowej drużynie Krystał Chersoń, skąd w 1980 przeszedł do Szachtara Donieck. W 1982 przeniósł się do Tawrii Symferopol. W 1984 został piłkarzem Metalista Charków. W czerwcu 1986 powrócił do Tawrii Symferopol. W 1988 doznał ciężkiej kontuzji, przez co był zmuszony zakończyć karierę piłkarską.

## Kariera trenerska
Po zakończeniu kariery zawodniczej pracował jako wykładowca na Wydziale Wychowania Fizycznego Wyższej Szkoły Morskiej w Chersoniu. Po sześciu latach pracy w szkole przeszedł do klubu Krystał Chersoń, w którym rozpoczął karierę piłkarską. Najpierw był dyrektorem technicznym zespołu, a następnie dyrektorem sportowym. pomagał trenować klub Krystał Chersoń. Od 2007 roku pracował na stanowisku inspektora w Federacji Futbolu Ukrainy. Od lipca 2009 r. - dyrektor sportowy klubu Enerhija Nowa Kachowka.

## Sukcesy i odznaczenia

### Sukcesy klubowe
- zdobywca Pucharu ZSRR: 1980
- mistrz Ukraińskiej SRR: 1987

### Sukcesy indywidualne
- król strzelców I ligi ZSRR: 1983
- król strzelców II ligi ZSRR: 1979

### Odznaczenia
- tytuł Mistrza Sportu ZSRR: 1983
- Nagroda Prezydenta Federacji Futbolu Ukrainy: maj 2006
- Złota Nagroda PFL Ukrainy: 2004
- Dyplom Rady Ministrów Krymu: 2008